# Ashley Harkleroad
Ashley Harkleroad (née le 2 mai 1985 à Rossville, en Géorgie), est une joueuse de tennis américaine et un model Playboy. À son sommet, elle atteint la 39e position du classement féminin le 9 juin 2003.

## Carrière tennistique
Harkleroad commence à jouer au tennis dès l’âge de quatre ans. Elle est entraînée consécutivement par Luis Clerc, Jay Berger et Chuck Adams.
Ashley Harkleroad joue son premier match au tournoi ITF de Largo en Floride en 1999. Ashley commence sa carrière professionnelle le 12 juin 2000 et est rapidement présentée comme la future star du tennis américain. En 2000, elle participe pour la première fois aux qualifications d’un tournoi WTA à Miami et participe ensuite à l’US Open. 
En 2001, elle participe à nouveau à ces tournois en améliorant sa position dans le classement. En 2002, elle remporte ses premiers matchs en tournoi en atteignant le second tour à San Diego, Hawaï et Bratislava, où elle atteint la demi-finale en double avec sa partenaire María Emilia Salerni. Elle termine l’année 2002 pour la première fois dans le top 200 du classement des joueuses.
Sa carrière atteint un sommet durant l’année 2003. À Charleston, elle remporte les matchs face aux trois joueuses du top 20 du classement féminin que sont Elena Bovina (no 16), Meghann Shaughnessy (no 19) et Daniela Hantuchová (no 9). Durant ce tournoi, elle ne perd que 11 jeux pour atteindre sa première demi-finale où elle perd face à la joueuse belge Justine Henin-Hardenne. Elle devient ainsi la joueuse la moins bien classée (no 101) à atteindre la demi-finale de ce tournoi depuis 1990 lorsque Jennifer Capriati atteignit la finale.
Le 14 avril 2003 et grâce à son tournoi, elle grimpe à la 56e position du classement. Elle arrive ensuite en demi-finale à Strasbourg et elle remporte son match face à Daniela Hantuchová à Roland-Garros en atteignant le troisième tour du tournoi. Le 9 juin 2003, elle se porte à la 39e position du classement féminin et atteint la finale en double du Tournoi du Japon à Tokyo. Sa position au classement n’a plus jamais été dépassée depuis lors.
Sa saison 2005 et empreinte de blessures et de problèmes de santé dans sa famille. Elle remporte néanmoins deux tournois sur le circuit ITF. Elle participe à une finale en double au tournoi de la ville de Québec. En 2006, elle participe au tournoi d’Auckland où elle ne passe pas le premier tour. Elle ne se qualifie pas à Sydney mais elle va jusqu’au second tour de l’Open d’Australie où elle perd face à la quatrième joueuse mondiale de l’époque, Maria Sharapova. Cela permet à la joueuse de rentrer à nouveau dans le top 100 en atteignant la 83e place. Elle termine cette année à la 86e place en simple et à la 55e place en double.

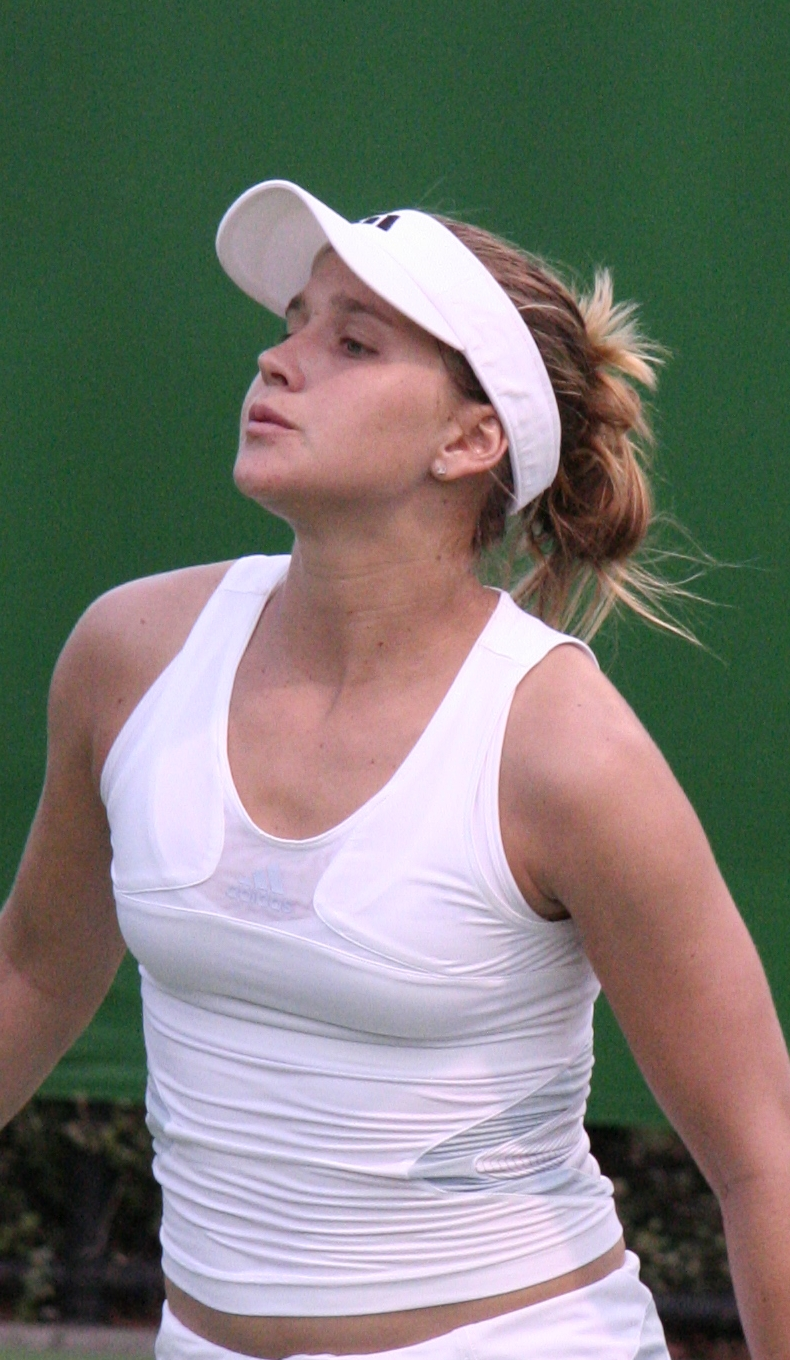
Harkleroad dans son premier match en double de l’Open d’Australie de 2007.

Ashley fait partie de l’équipe américaine lors de la Coupe Hopman à la suite du retrait de Venus Williams. Son équipe est éliminée. Elle perd ensuite au tournoi de Hobart en Tasmanie face à l’Autrichienne Sybille Bammer. Elle perd au troisième tour du tournoi d’Australie face à Daniela Hantuchová. Elle perd face à Venus Williams au second tour de Roland-Garros tout en obtenant un record de vitesse de balle au service. Ce record sera dépassé par Venus Williams lors de l’US Open d’août 2007. Elle ne passe pas le premier tour de Wimbledon face à Roberta Vinci. À Roland-Garros, elle perd au second tour face à Ana Ivanović. Elle remporte quelques tournois cette année à Pittsburgh et à La Quinta en Californie (simple et double avec Christina Fusano). Elle termine son année à la 67e place du classement.
En 2008, elle franchit le premier tour d’Auckland en éliminant la française Émilie Loit mais perd son match suivant face à Marina Eraković. Elle tombe en demi-finale du tournoi d’Hobart face à Vera Zvonareva. 
Harkleroad participe pour la première fois à la Fed Cup avec l’équipe américaine. Elle y remporte deux matchs face à Tatjana Malek et Sabine Lisicki ce qui permet à l’équipe de vaincre l’Allemagne 4 à 1. Elle est battue en finale du tournoi ITF de Midland face à Laura Granville. Elle atteint le troisième tour du Sony Ericsson Open avant de perdre face à Elena Vesnina. Elle se blesse durant le tournoi et doit être emmenée à l’hôpital.
À Roland-Garros, elle perd face à Serena Williams au premier tour tout comme à Wimbledon face à Amélie Mauresmo. 
Enceinte de son mari Chuck Adams, elle met sa carrière entre parenthèses entre l'été 2008 et le printemps 2010. Après avoir donné naissance en mars 2009 à son premier enfant, un garçon prénommé Charlie, elle revient à Miami, où elle s'incline au premier tour face à Alicia Molik. En septembre 2010, enceinte de son deuxième enfant, elle déclare forfait pour le tournoi de Québec.

## Palmarès

### Titre en simple dames
Aucun

### Finale en simple dames
| No | Date       | Nom et lieu du tournoi | Catégorie | Dotation  | Surface    | Vainqueure       | Score    |          |
| -- | ---------- | ---------------------- | --------- | --------- | ---------- | ---------------- | -------- | -------- |
| 1  | 05/01/2004 | ASB Classic, Auckland  | Tier IV   | 140 000 $ | Dur (ext.) | Eléni Daniilídou | 6-3, 6-2 | Parcours |

### Titre en double dames
Aucun

### Finales en double dames
| No | Date       | Nom et lieu du tournoi          | Catégorie | Dotation  | Surface         | Vainqueures                         | Partenaire      | Score          |          |
| -- | ---------- | ------------------------------- | --------- | --------- | --------------- | ----------------------------------- | --------------- | -------------- | -------- |
| 1  | 29/09/2003 | AIG Japan Open Tokyo            | Tier III  | 170 000 $ | Dur (ext.)      | Maria Sharapova Tamarine Tanasugarn | Ansley Cargill  | 7-61, 6-0      | Parcours |
| 2  | 31/10/2005 | Challenge Bell Québec           | Tier III  | 170 000 $ | Moquette (int.) | Anastasia Rodionova Elena Vesnina   | Līga Dekmeijere | 6-74, 6-4, 6-2 | Parcours |
| 3  | 08/05/2006 | ECM Open Prague                 | Tier IV   | 145 000 $ | Terre (ext.)    | Marion Bartoli Shahar Peer          | Bethanie Mattek | 6-4, 6-4       | Parcours |
| 4  | 15/05/2006 | GP Princesse Lalla Meryem Rabat | Tier IV   | 145 000 $ | Terre (ext.)    | Yan Zi Zheng Jie                    | Bethanie Mattek | 6-1, 6-3       | Parcours |

## Parcours en Grand Chelem

### En simple dames
| Année | Open d'Australie | Open d'Australie   | Internationaux de France | Internationaux de France | Wimbledon       | Wimbledon       | US Open         | US Open         |
| ----- | ---------------- | ------------------ | ------------------------ | ------------------------ | --------------- | --------------- | --------------- | --------------- |
| 2001  | -                | -                  | -                        | -                        | -               | -               | 1er tour (1/64) | Meilen Tu       |
| 2002  | -                | -                  | -                        | -                        | -               | -               | 1er tour (1/64) | Iva Majoli      |
| 2003  | -                | -                  | 3e tour (1/16)           | Magüi Serna              | 1er tour (1/64) | Maria Sharapova | 2e tour (1/32)  | Vera Zvonareva  |
| 2004  | 1er tour (1/64)  | Venus Williams     | 2e tour (1/32)           | Tatiana Perebiynis       | 1er tour (1/64) | Els Callens     | -               | -               |
| 2005  | -                | -                  | -                        | -                        | 1er tour (1/64) | Jill Craybas    | 1er tour (1/64) | Fabiola Zuluaga |
| 2006  | 2e tour (1/32)   | Maria Sharapova    | 2e tour (1/32)           | Katarina Srebotnik       | 2e tour (1/32)  | Maria Sharapova | 1er tour (1/64) | Tatiana Golovin |
| 2007  | 3e tour (1/16)   | Daniela Hantuchová | 2e tour (1/32)           | Venus Williams           | 1er tour (1/64) | Roberta Vinci   | 1er tour (1/64) | Raluca Olaru    |
| 2008  | 1er tour (1/64)  | Virginie Razzano   | 1er tour (1/64)          | Serena Williams          | 1er tour (1/64) | Amélie Mauresmo | -               | -               |

À droite du résultat, l’ultime adversaire.

### En double dames
| Année | Open d'Australie            | Open d'Australie          | Internationaux de France      | Internationaux de France    | Wimbledon                     | Wimbledon                   | US Open                      | US Open                     |
| ----- | --------------------------- | ------------------------- | ----------------------------- | --------------------------- | ----------------------------- | --------------------------- | ---------------------------- | --------------------------- |
| 2001  | -                           | -                         | -                             | -                           | -                             | -                           | 1er tour (1/32) B. Mattek    | Whitney Laiho J. Lehnhoff   |
| 2002  | -                           | -                         | -                             | -                           | -                             | -                           | 3e tour (1/8) A. Cargill     | V. Ruano Paola Suárez       |
| 2003  | 1er tour (1/32) P. Tarabini | C. Martínez Nadia Petrova | 1er tour (1/32) Marissa Irvin | Bianka Lamade M. Müller     | 1er tour (1/32) T. Perebiynis | Jelena Dokić Nadia Petrova  | 1er tour (1/32) Gisela Dulko | C. Gullickson Sarah Taylor  |
| 2004  | 1er tour (1/32) A. Cargill  | B. Schett P. Schnyder     | -                             | -                           | -                             | -                           | -                            | -                           |
| 2005  | -                           | -                         | -                             | -                           | -                             | -                           | 1er tour (1/32) Lindsay Lee  | A.-L. Grönefeld Navrátilová |
| 2006  | -                           | -                         | 1er tour (1/32) B. Mattek     | Gisela Dulko M. Kirilenko   | 3e tour (1/8) J. Gajdošová    | Yuliana Fedak T. Perebiynis | 3e tour (1/8) G. Voskoboeva  | Yan Zi Zheng Jie            |
| 2007  | 1/4 de finale G. Voskoboeva | Chan Yung-Jan Chuang C.J. | 1er tour (1/32) M. Koryttseva | M. Müller Navrátilová       | 1er tour (1/32) T. Obziler    | Peng Shuai Yan Zi           | 2e tour (1/16) V. Zvonareva  | S. Foretz Y. Shvedova       |
| 2008  | 1er tour (1/32) T. Obziler  | L. Granville V. Uhlířová  | 1/4 de finale G. Voskoboeva   | A. Bondarenko K. Bondarenko | 1er tour (1/32) G. Voskoboeva | Lisa Raymond S. Stosur      | -                            | -                           |

Sous le résultat, la partenaire ; à droite, l’ultime équipe adverse.

### En double mixte
| Année | Open d'Australie | Open d'Australie | Internationaux de France | Internationaux de France | Wimbledon                     | Wimbledon                   | US Open                      | US Open                     |
| ----- | ---------------- | ---------------- | ------------------------ | ------------------------ | ----------------------------- | --------------------------- | ---------------------------- | --------------------------- |
| 2001  | -                | -                | -                        | -                        | -                             | -                           | 1er tour (1/16) James Blake  | E. Tatarkova Mark Knowles   |
| 2003  | -                | -                | -                        | -                        | 1er tour (1/32) Brian MacPhie | S. Kuznetsova T. Woodbridge | 1er tour (1/16) A. Bogomolov | E. Daniilídou Chris Haggard |
| 2007  | -                | -                | -                        | -                        | -                             | -                           | 1/4 de finale J. Gimelstob   | Shaughnessy Leander Paes    |

Sous le résultat, le partenaire ; à droite, l’ultime équipe adverse.

## Parcours en «Premier Mandatory» et «Premier 5»
Découlant d'une réforme du circuit WTA inaugurée en 2009, les tournois WTA « Premier Mandatory » et « Premier 5 » constituent les catégories d'épreuves les plus prestigieuses, après les quatre levées du Grand Chelem.

### En simple dames
| Année |              | Premier Mandatory | Premier Mandatory            | Premier Mandatory | Premier Mandatory |       | Premier 5 | Premier 5 | Premier 5  | Premier 5 | Premier 5 | Premier 5 | Premier 5 |
| Année | Indian Wells | Miami             | Madrid                       | Pékin             |                   | Dubaï | Rome      | Canada    | Cincinnati |           | Tokyo     |           |           |
| Année | Indian Wells | Miami             | Madrid                       | Pékin             |                   | Doha  | Rome      | Canada    | Cincinnati |           | Wuhan     |           |           |
| Année | Indian Wells | Miami             | Madrid                       | Pékin             |                   |       | Rome      | Canada    | Cincinnati |           |           |           |           |
| 2010  |              |                   | 1er tour (1/64) Alicia Molik |                   |                   |       |           |           |            |           |           |           |           |

Sous le résultat, l’ultime adversaire.

## Parcours en Fed Cup
| #                                                                      | Date       | Lieu     | Surface    | Gagnante(s)       | Perdante(s)    | Score    |          |
|                                                                        |            |          |            |                   |                |          |          |
| 2008 - 1/4 de finale (groupe mondial) - États-Unis - Allemagne - 4 : 1 |            |          |            |                   |                |          |          |
| 1                                                                      | 02/02/2008 | La Jolla | Dur (ext.) | Ashley Harkleroad | Tatjana Malek  | 6-1, 6-3 | Parcours |
| 1                                                                      | 02/02/2008 | La Jolla | Dur (ext.) | Ashley Harkleroad | Sabine Lisicki | 6-4, 7-5 | Parcours |

## Classements WTA

### En simple
| Année | 2000 | 2001 | 2002 | 2003 | 2004 | 2005 | 2006 | 2007 | 2008 | 2009 | 2010 |
| Rang  | 648  | 265  | 115  | 51   | 124  | 117  | 86   | 76   | 121  | -    | 1014 |

Source : (en) « Classements de Ashley Harkleroad », sur le site officiel du WTA Tour

### En double
| Année | 2000 | 2001 | 2002 | 2003 | 2004 | 2005 | 2006 | 2007 | 2008 |
| Rang  | 687  | 334  | 134  | 86   | 427  | 121  | 55   | 95   | 116  |

Source : (en) « Classements de Ashley Harkleroad », sur le site officiel du WTA Tour

## Hors des courts
Ashley se marie avec le joueur de tennis Alex Bogomolov en décembre 2004 avant de divorcer en octobre 2006. Elle vit actuellement avec l’ancien joueur professionnel Chuck Adams.
Après sa défaite face à Serena Williams le 25 mai 2008 à Roland-Garros, Ashley affirme aux journalistes qu’elle fera une apparition en août 2008 dans le magazine de charme Playboy et elle apparaît effectivement en couverture du magazine en août 2008.
Le 25 mars 2009 elle donne naissance à son premier enfant Charles Hooper Adams. En septembre 2010, elle déclare forfait pour le tournoi de Québec car enceinte de son deuxième enfant. Sa fille Loretta naît le 5 avril 2011.